# Eustaloides
Genre
Synonymes
- Graea Thorell, 1869 nec Philippi, 1863

Eustaloides est un genre fossile d'araignées aranéomorphes de la famille des Araneidae.

## Distribution
Les espèces de ce genre ont été découvertes dans de l'ambre de la mer Baltique et de Bitterfeld en Saxe-Anhalt en Allemagne. Elles datent du Paléogène.

## Liste des espèces
Selon The World Spider Catalog 17.0 :
- †Eustaloides aberrans (Wunderlich, 2004)
- †Eustaloides bitterfeldensis (Wunderlich, 2004)
- †Eustaloides breviembolus (Wunderlich, 2004)
- †Eustaloides brevis (Wunderlich, 2004
- †Eustaloides calceatus Petrunkevitch, 1950
- †Eustaloides epeiroidea (C. L. Koch & Berendt, 1854)
- †Eustaloides impudica (Wunderlich, 2004)
- †Eustaloides lingula (Wunderlich, 2004)
- †Eustaloides magnocoli (Wunderlich, 2012)
- †Eustaloides minor Petrunkevitch, 1950
- †Eustaloides setosa Petrunkevitch, 1942
- †Eustaloides succini Petrunkevitch, 1942

## Publication originale
- Petrunkevitch, 1942 : A study of amber spiders. Transactions of the Connecticut Academy of Arts and Sciences, vol. 34, p. 119–464.